# Ivan Golac (slikar)
Ivan Golac (Gospić, 1971.) je hrvatski slikar i kipar. 

## Životopis
Rodio se je u Gospiću 1971., gdje je završio osnovnu i srednju školu. Studirao je u Rijeci na Filozofskom fakultetu gdje je diplomirao na odjelu slikarstva u klasi profesora Marijana Pongratza i Ksenije Mogin. Oženjen je i ima dvoje djece. 
Samostalno je izlagao u Delnicama, Gospiću, Karlovcu, Pazinu, Pločama, Samoboru, a skupno na tridesetak izložaba u Hrvatskoj i inozemstvu. Česti je sudionik likovne stvaraonice Hrvatske vojske. Vodi likovnu radionicu za nadarenu djecu grada Gospića. 
Slika krajobraze. Osmislio je više idejnih likovnih rješenja u svezi s uređenjem javnih prostora.

## Poznata djela
- Spomenik svećeniku, piscu i jezikoslovcu Šimi Starčeviću u Karlobagu, podignut na prijedlog skupine građana i uprave karlobaškog kapucinskog samostana (postavljen 18. svibnja 2008.)[1]

Spomenik ‘Svim bajkerima svijeta’ u Smiljanu te najvećeg snjegovića u Hrvatskoj koji je korišten za snimanje milenijske fotografije Šime Strikomana ‘Gospić šalje snijeg Vancouveru’.

## Ostalo
Uz slike i kiparska postignuća, Ivan Golac je rješio da od prirodnih materijala izrađuje unikatne skulpture tj. satove od drveta koji pokazuju vrijeme višeznačno-slave Velebit i bogatstvo prirode kojom smo okruženi.

## Nagrade i priznanja
- Posebno priznanje za izuzetan doprinos u promicanju i očuvanju kulturnih vrijednosti Like i Velebitskog primorja, za spomenik Šimi Starčeviću